# Яундубулты
Яундубулты (латыш. Jaundubulti) — микрорайон Юрмалы между Дубулты и Пумпури. Традиционное место отдыха, где раньше жили многие деятели латвийской культуры.
На лиелупской стороне железной дороги расположен довольно большой массив соснового леса, который тянется почти до самого берега Лиелупе. Там размещается кладбище Яундубулты. От левого берега Лиелупе до морского берега здесь около 2,3 километра. Полоса дюн вдоль пляжа также шире, чем в других частях Юрмалы, и в основном покрыта сосновыми насаждениями.

## История
В 1848 году к западу от Дубулты, за улицей Робежу (ныне улица Кляву), было выделено 100 земельных участков для строительства дач в лесном хозяйстве Слока. До тогдашнего Карлсбада, солдаты построили главную улицу, от которой было спроектировано 14 поперечных линий в сторону моря, и всего три линии на сторону леса. Позже и в лесу были введены новые участки земли, где были созданы дополнительные проспекты. Первое заведение тёплых ванн принадлежало Димзу, позже были построены еще три таких заведения.

## Архитектурные памятники
Жилое здание на проспекте Стрелниеку 58 с элементами югендстиля имеет башенную форму, веранду и лоджию. Стены здания украшены резьбой по дереву, которая выполнена в виде геометрических и растительных орнаментов, типичных для югендстиля.
Жилой дом-пансионат на проспекте Порука 45 с элементами классической стилистики.
Жилой дом по проспекту Дубулты 45 с расположенной в центре верандой, которая завершается балюстрадой и террасой на втором этаже. Крутые крыши со скошенными концами, вертикально подчеркнутые концы крыш и разделение безделушек на верандах придают облику здания особенности национального романтизма.

## Известные личности
На проспекте Порука 27 находится мемориальный музей историка литературы Люды Берзини (1870—1965), а также Музей истории тенниса.

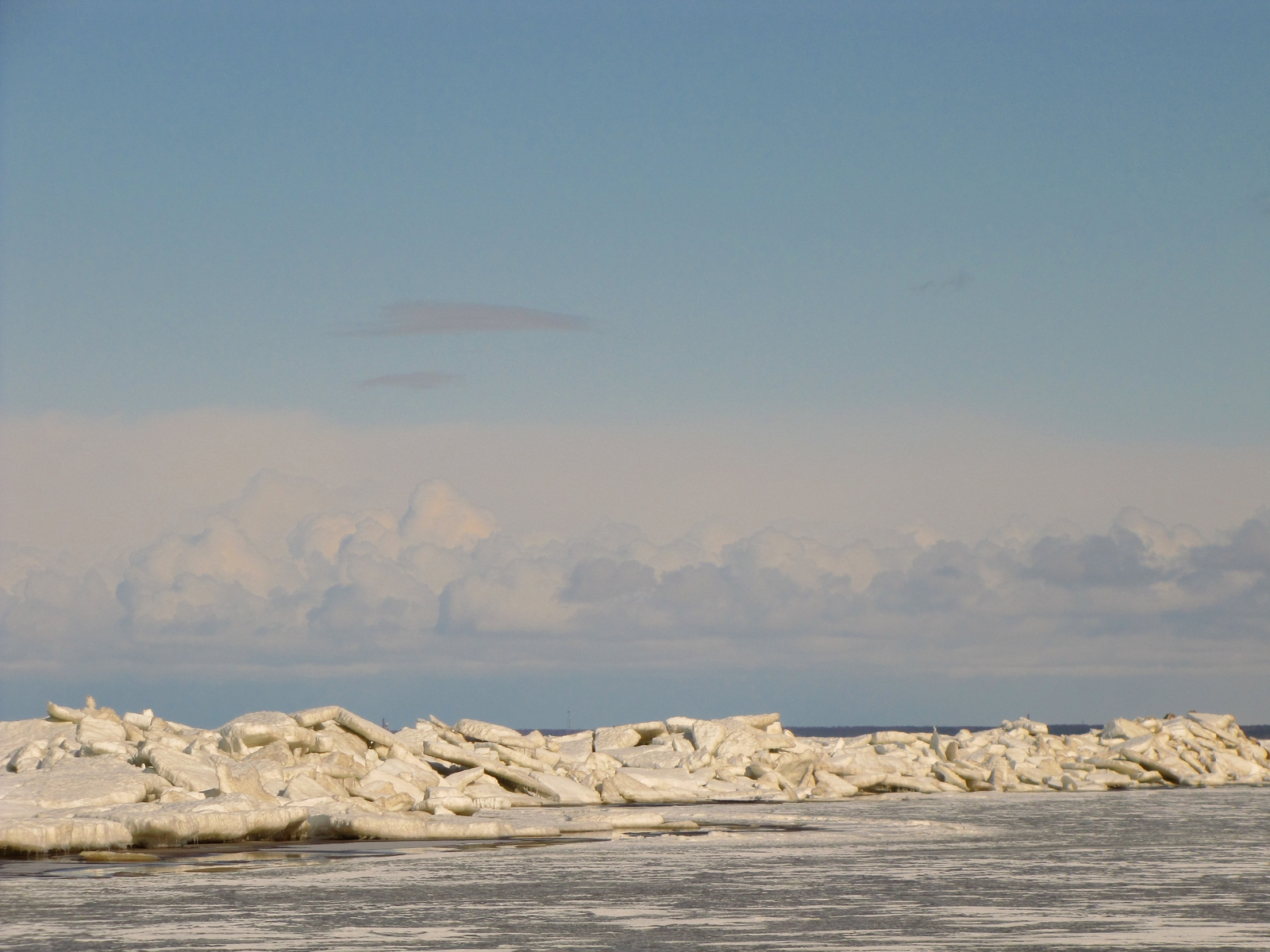
Ледяные торосы в Яундубулты
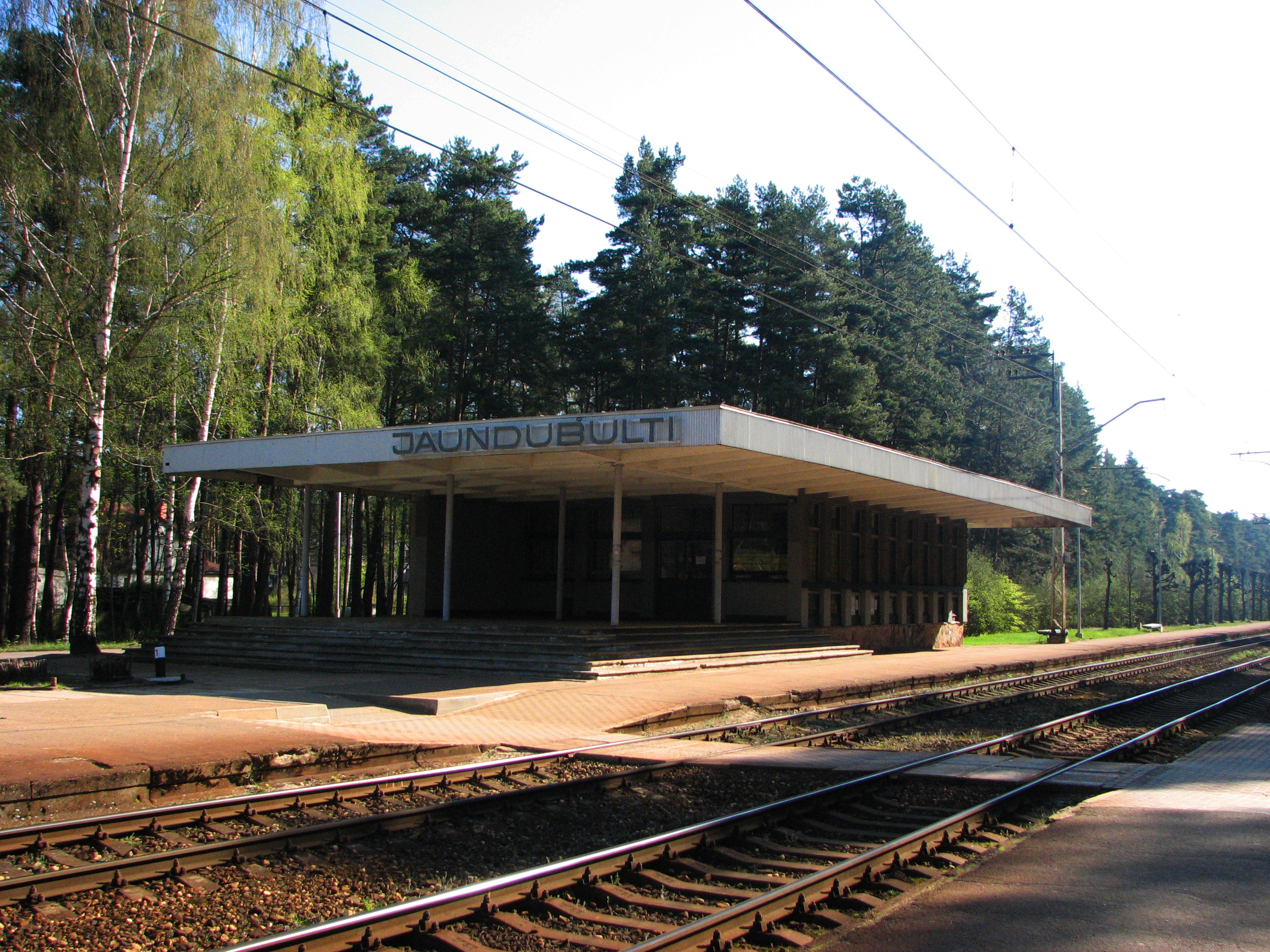
Железнодорожная станция Яундубулты
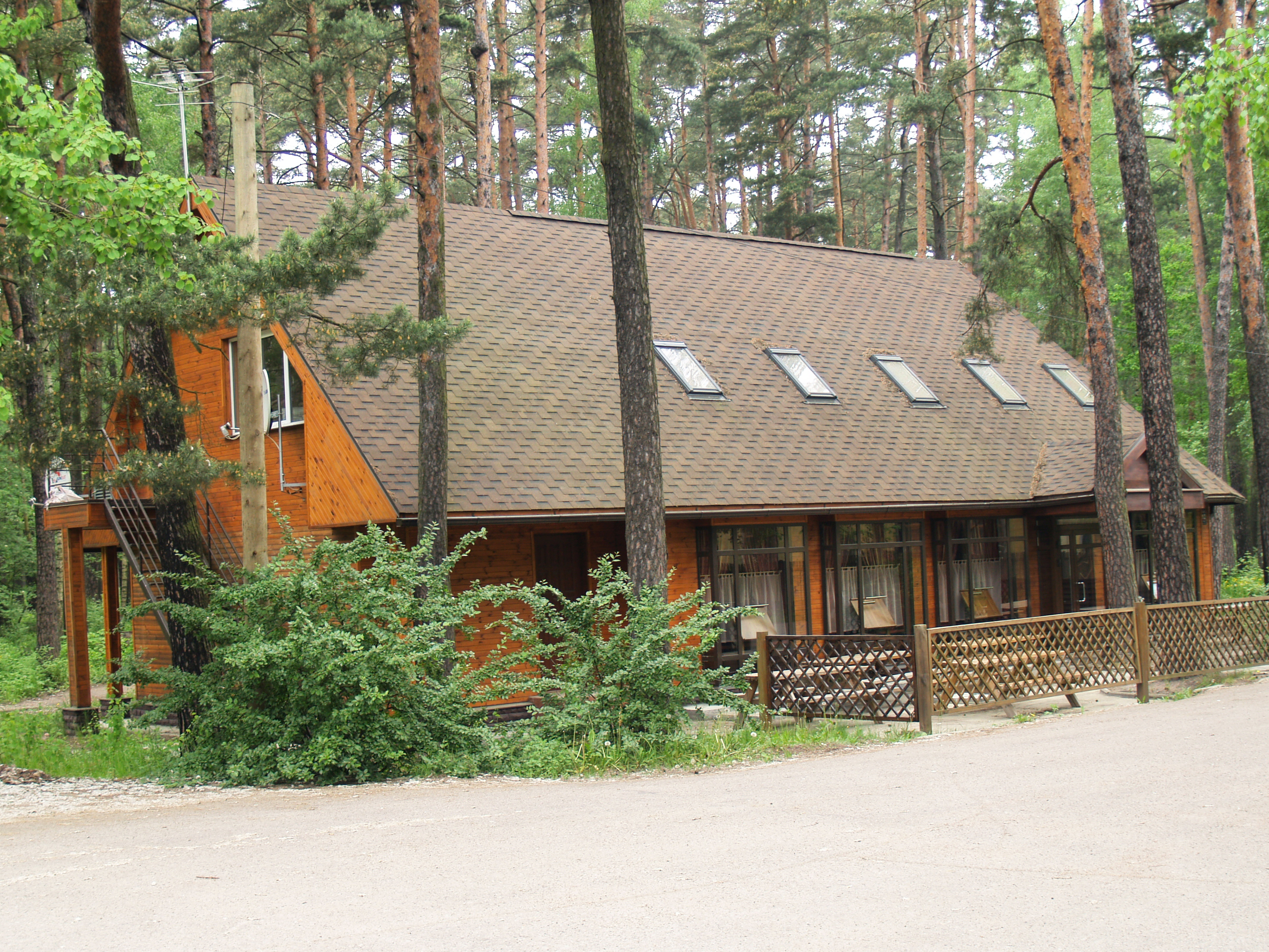
Здание в кафе в Яундубулты
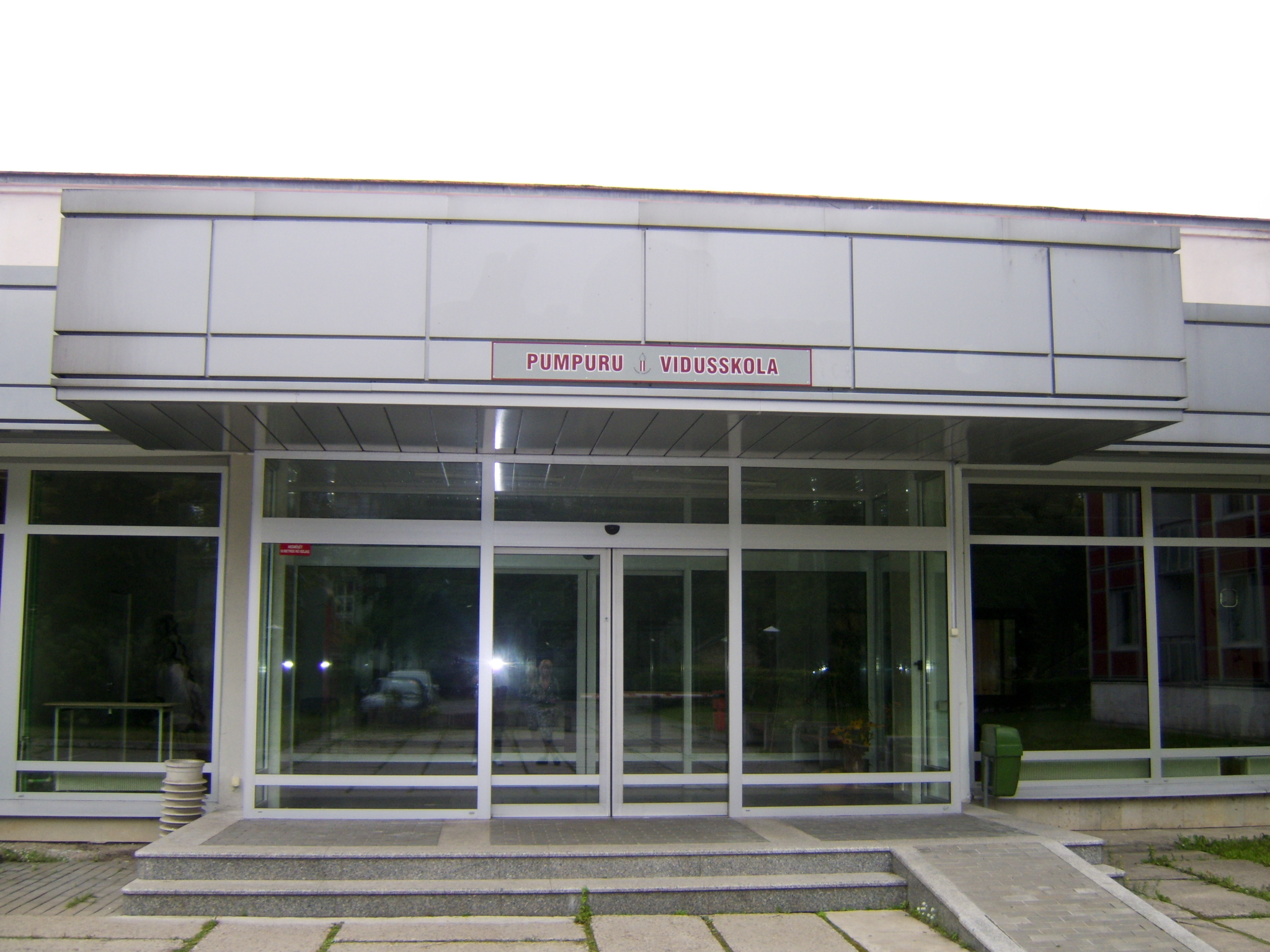
Средняя школа в Пумпури
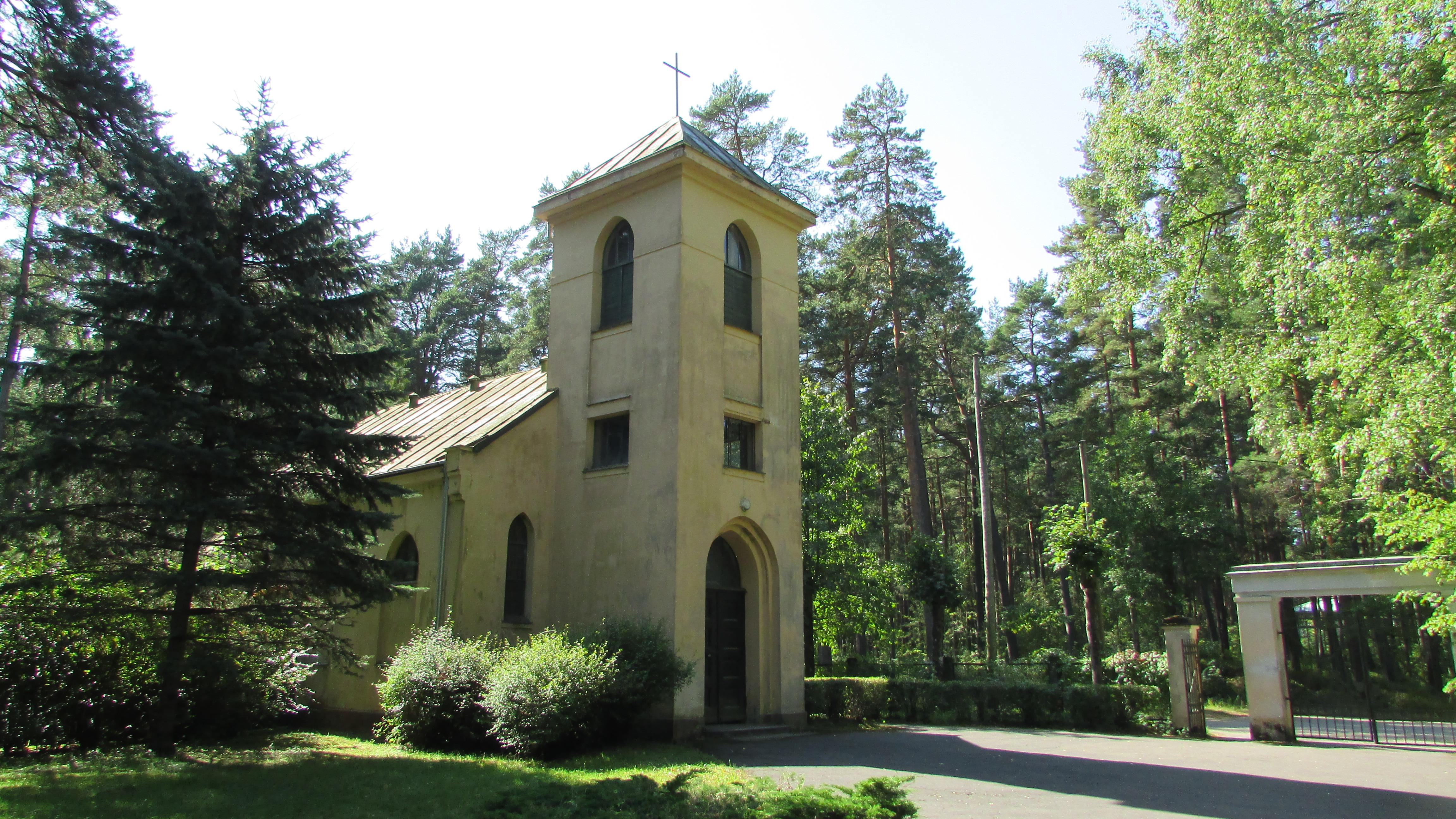
Каплица Яундубултского кладбища
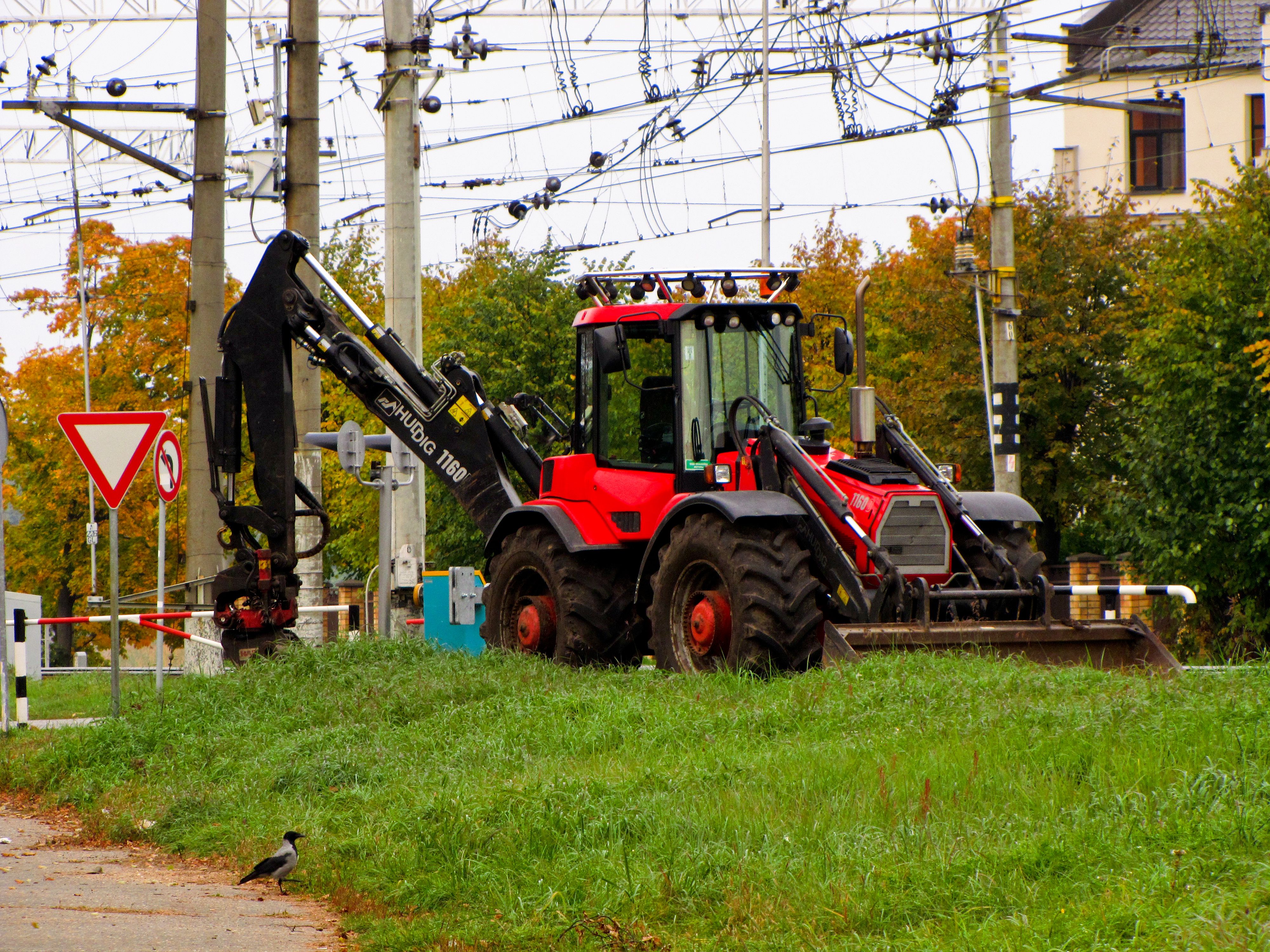
Железнодорожный переезд в Яундубулты